# MasterChef (Australie)
Cet article concerne l'émission australienne. Pour l'émission britannique, voir MasterChef.
MasterChef Australia est une émission de télévision australienne de téléréalité culinaire diffusée sur Network Ten depuis le 27 avril 2009.

### Sources
- (en) Cet article est partiellement ou en totalité issu de l’article de Wikipédia en anglais intitulé « MasterChef Australia » (voir la liste des auteurs).